# Borneói borznyest
A borneói borznyest (Melogale everetti) a ragadozók (Carnivora) rendjén belül a  menyétfélék (Mustelidae) családjába tartozó faj.

## Előfordulása
Indonéziában valamint Malajziához tartozó Borneó szigetén, a Kinabalu Park területén honos.

## Megjelenése
A borneói borznyest hossza 33-44 centiméter, súlya 1-2 kilogramm. Farkának a hossza 15-23 centiméter. Feje fehér, hátoldala szürkésbarna vagy fekete, hasoldala világosbarna színű.

## Életmódja
Mindenevő. Fő táplálékai rovarok, csigák, kétéltűek, gyümölcsök, de a döghúst is megeszi.